# Донард
Донард (англ. Donard; ирл. Dún Ard, «высокая крепость») — деревня в Ирландии, находится в графстве Уиклоу (провинция Ленстер).

## Демография
Население — 182 человека (по переписи 2006 года). В 2002 году население составляло 201 человек.
Данные переписи 2006 года:
| Общие демографические показатели |               |                               |                               |      |      |
| Всё население                    | Всё население | Изменения населения 2002—2006 | Изменения населения 2002—2006 | 2006 | 2006 |
| 2002                             | 2006          | чел.                          | %                             | муж. | жен. |
| 201                              | 182           | −19                           | −9,5                          | 91   | 91   |